# Клане в Босилеградско
Клането в Босилеградско е убийство на 32-ма цивилни българи от четата на Коста Пекянец през май 1917 г. по време на Първата световна война.
През 1916 г. войната за България продължава на южния фронт на границата с Гърция, и на северния фронт в Румъния. Натискът на Съглашението се съчетава с провеждане на диверсионни и саботажни акции в Поморавието. Тази задача е възложена на сръбския поручик Коста Пекянец, който в края на септември 1916 г. със самолет е транспортиран в района с инструкции да организира т. нар. Топлишко въстание срещу българската власт, за да отслаби тила на българското командване и да го координира с опитите за пробиви на Македонския фронт. Самата акция започва с едно нападение на жп линия Ниш-Скопие при гара Ристовац и избиването на ранени български и германски войници в санитарен влак. На 15-16 май 1917 година една чета от 200 души нахлува в района на Босилеградско и в продължение на два дни мародерства над мирното българско население. В селата Горна и Долна Любата, Босилеград, Долна и Горна Лисина, Топли дол, Долна и Горна Ръжана, по особено жесток начин са убити 32-ма мирни жители по домовете им. Това са основно възрастни, жени и деца, сред които две деца са изгорели в една запалена къща. Изгорени са 317 къщи и други постройки. Ограбени са добитък, ценности и хранителни продукти. По-голяма от част от населението е предупредено и успява да се спаси с бягство. Никъде по пътя си сръбските разбойници не срещат български военни части и това им позволява безнаказано да издевателстват. В някои планински махали самоорганизирали се местни селяни оказват въоръжена съпротива за да осигурят бягството на жените и децата си пред погрома. При първи сблъсък със сборна рота от Кюстендил, Пекянец се оттегля към Косово.